# Colonia el Carmen
Colonia el Carmen är en ort i Mexiko.   Den ligger i kommunen Cotaxtla och delstaten Veracruz, i den sydöstra delen av landet, 300 km öster om huvudstaden Mexico City. Colonia el Carmen ligger 36 meter över havet och antalet invånare är 192.
Terrängen runt Colonia el Carmen är platt. Runt Colonia el Carmen är det ganska glesbefolkat, med 43 invånare per kvadratkilometer. Närmaste större samhälle är Piedras Negras, 16,0 km sydost om Colonia el Carmen. Omgivningarna runt Colonia el Carmen är en mosaik av jordbruksmark och naturlig växtlighet.